# Сіпарая вогниста
Сіпарая вогниста (Aethopyga vigorsii) — вид горобцеподібних птахів родини нектаркових (Nectariniidae). Ендемік Індії. Раніше вважався підвидом червоної сіпараї (Aethopyga siparaja). Вид отримав назву на честь зоолога Ніколаса Вігорса.

## Опис
Горло, груди і верхня частина спини в самця яскраво-червоні. голова здебільшого чорна, окремі пера червоні. На лобі і біля вух фіолетові і сині райдужні плями. Під дзьобом чорні "вуса" з райдужно-синім відтінком. Нижня частина тіла сіра. Крила сіро-коричневі, на надхвісті жовта пляма, хвіст зелений.
Верхня частина тіла самиці темно-оливкова, нижня частина тіла сіра. Забарвлення молодих самців схоже на забарвлення самиць, однак горло і груди в них темно-червоні.

## Поширення й екологія
Вогнисті сіпараї поширені на півночі Західних Гат, спостерігалися в горах Нілґірі. Живуть в тропічних і субтропічних гірських і рівнинних лісах, в мангрових заростях і на болотах, на пасовиськах, в садах і парках.